# Loxosomella marisalbi
Loxosomella marisalbi is een soort in de taxonomische indeling van de kelkwormen (Entoprocta). 
De worm behoort tot het geslacht Loxosomella en behoort tot de familie Loxosomatidae. De wetenschappelijke naam van de soort werd voor het eerst geldig gepubliceerd in 2002 door Bagrov & Slyusarev.